# (4059) Balder
(4059) Balder es un asteroide perteneciente al cinturón de asteroides, descubierto el 29 de septiembre de 1987 por Poul Jensen desde el Observatorio Brorfelde, Holbæk, Dinamarca.

## Designación y nombre
Designado provisionalmente como 1987 SB5. Fue nombrado Balder en homenaje al dios de la mitología nórdica Balder.